# Brixia vaughani
Brixia vaughani är en insektsart som beskrevs av Williams 1975. Brixia vaughani ingår i släktet Brixia och familjen kilstritar. Inga underarter finns listade i Catalogue of Life.